# Byggnadsverk

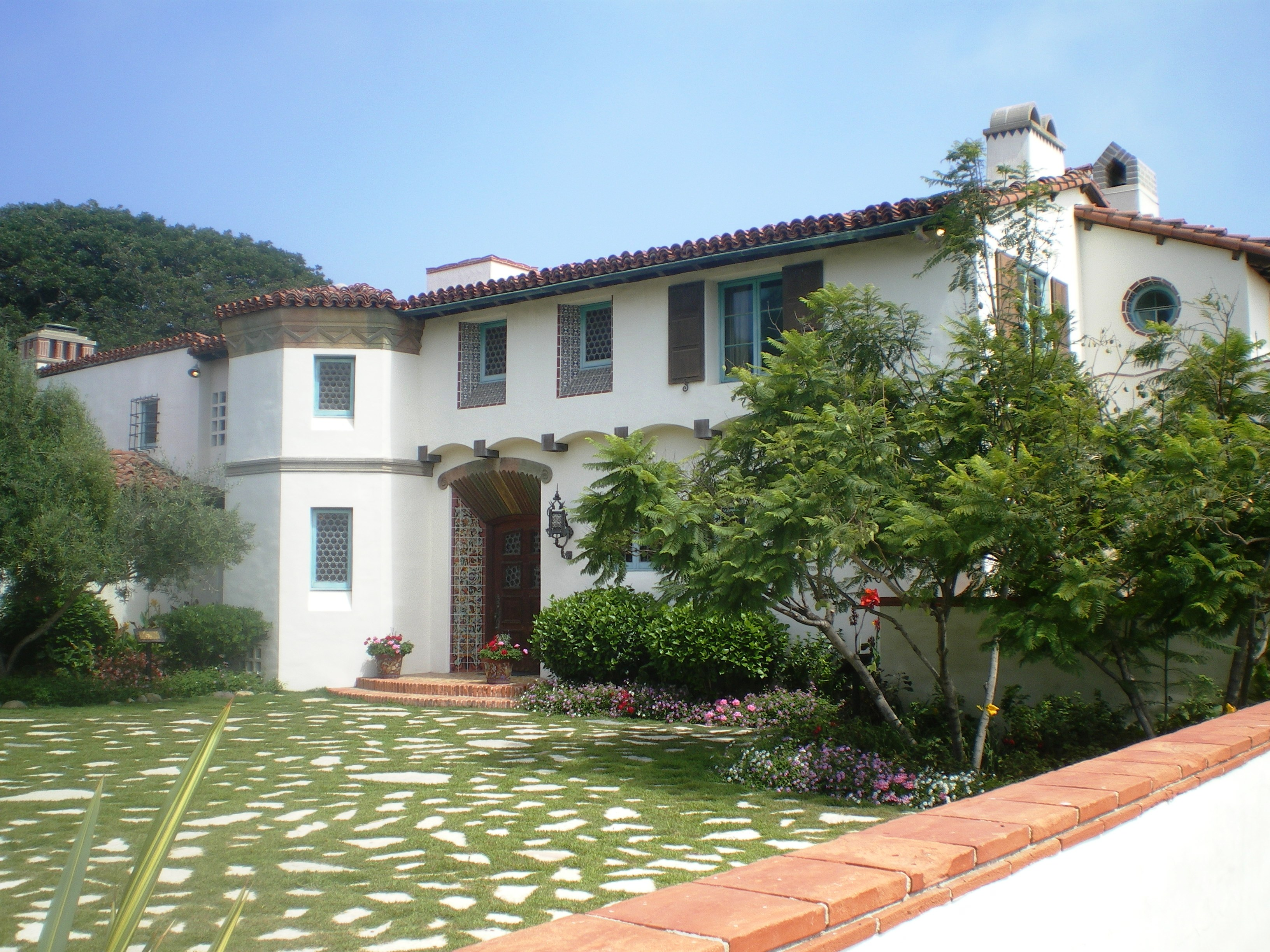
Ett hus i Malibu, Kalifornien.

Byggnadsverk eller arkitektonisk struktur är ett fristående, orörligt, utomhuskonstruerat objekt. Strukturen kan vara såväl tillfällig som permanent.
I SS-ISO 12006-2:2015 definieras byggnadsverk som självständig enhet i byggd miljö med karakteristisk form och rumslig struktur, avsedd att stödja minst en funktion eller verksamhet. I den svenska tillämpningen av standarden -- CoClass -- delas byggnadsverk in i två övergripande typer: byggnad (byggnadsverk med uppbyggt tak) och anläggning (byggnadsverk som inte är en byggnad).
De arkitektoniska verken kan vara byggnader och byggnadsverk som inte är byggnader. Exempel på det första är bostadshus, stadshus, bibliotek och skyskrapor. Exempel på det andra är broar, monument/minnesmärken, dammar, väderkvarnar och utsiktstorn/brandtorn. En heltäckande klassifikation ges av CoClass. 
Reglerna som omgärdar byggnadsverk skiljer sig mellan olika länder i världen, liksom definitionerna av byggnadsverk eller arkitektonisk struktur.

## Europa
De regler som gäller för dimensionering av bärverk till byggnadsverk är i Sverige och övriga Europa Eurokoderna. Ett byggnadsverk definieras i Sverige i plan- och bygglagen så som en " byggnad eller annan anläggning".